# Corynaea
Corynaea là một chi bướm đêm thuộc họ Gelechiidae.